# Maria-Hilf-Kapelle (Moos)

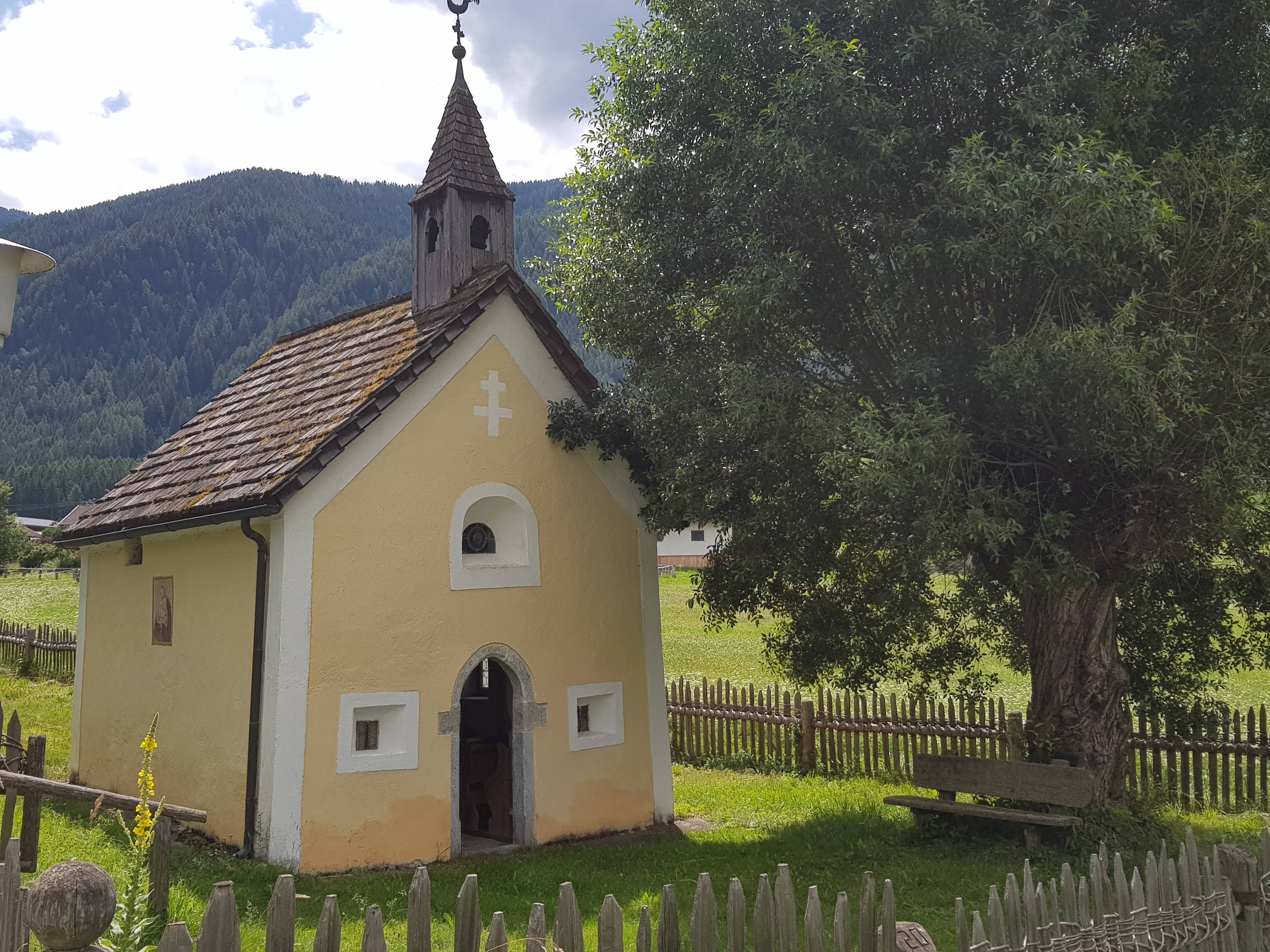
Kapelle in Moos

Die katholische Maria-Hilf-Kapelle in der Fraktion Moos der Gemeinde St. Lorenzen in Südtirol steht unter Denkmalschutz.

## Baubeschreibung
Die barocke, gemauerte Kapelle wurde 1721 aufgrund eines Gelöbnisses erbaut. Sie trägt auf dem Dach einen kleinen, hölzernen Dachreiter. Das Gebäude besitzt einen polygonalen Chorschluss, im Inneren ruht ein Tonnengewölbe auf Pilastern. Wandgemälde vom Anfang des 18. Jahrhunderts in Stuckrahmen zeigen ein Mariahilf-Bild, eine Marienkrönung, eine Verkündigung und die heilige Veronika mit dem Schweißtuch. Auch eine Stifterinschrift ist zu sehen. Am Altar ist die Figur einer thronenden Muttergottes zu sehen, flankiert von den Heiligen Sebastian und Josef Freinademetz.

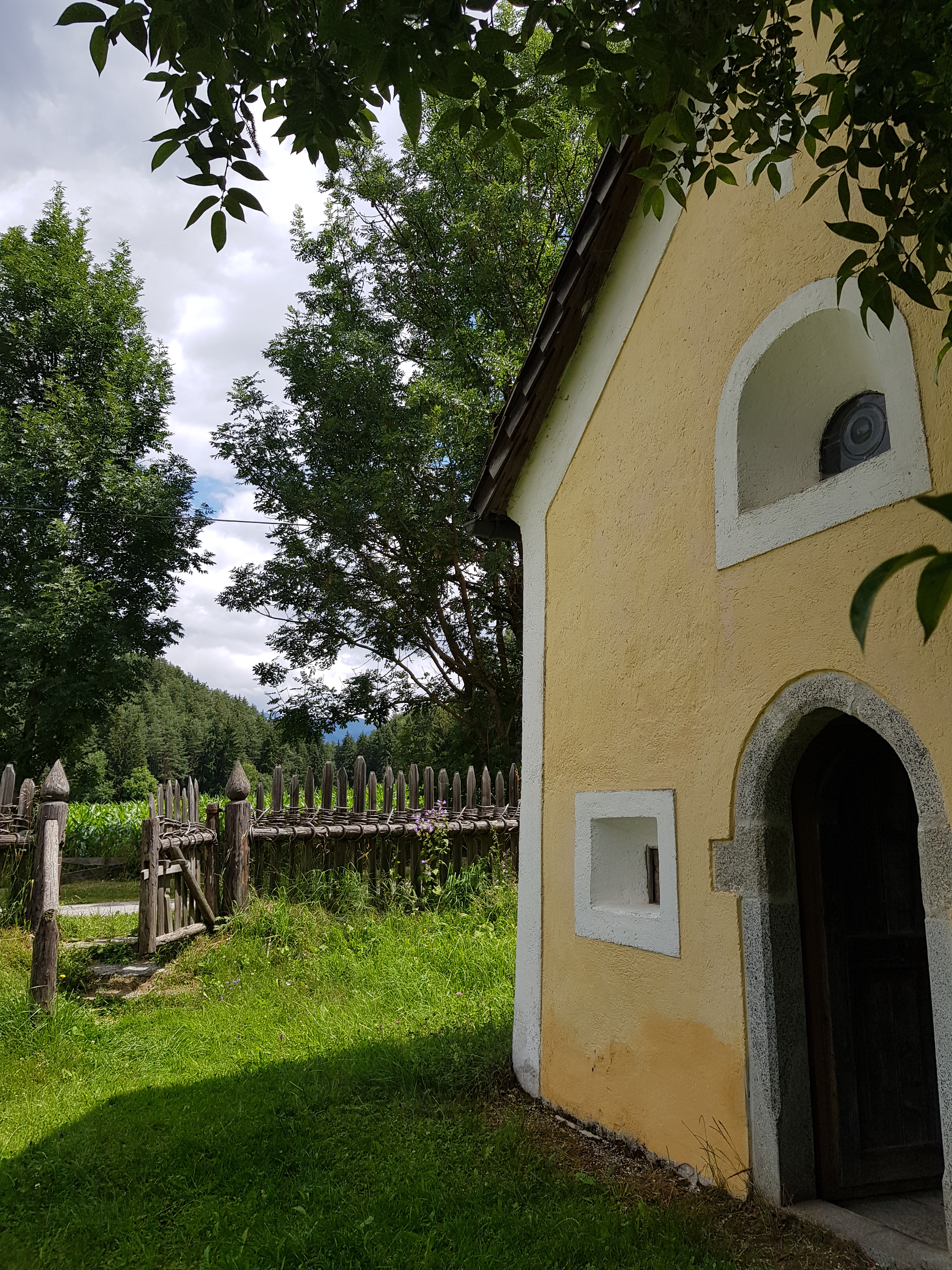
Frontseite
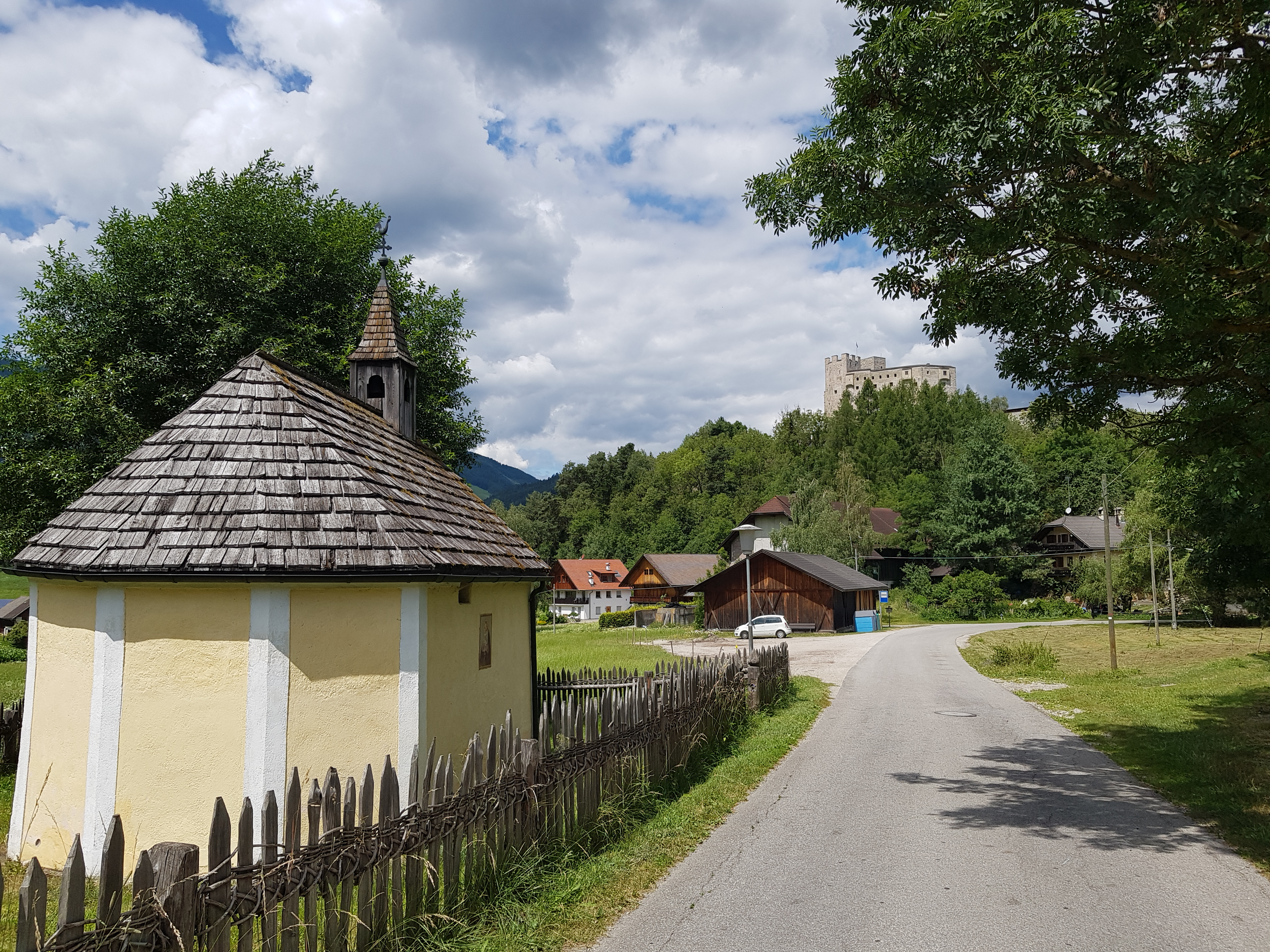
Chorschluss, im Hintergrund Michelsburg
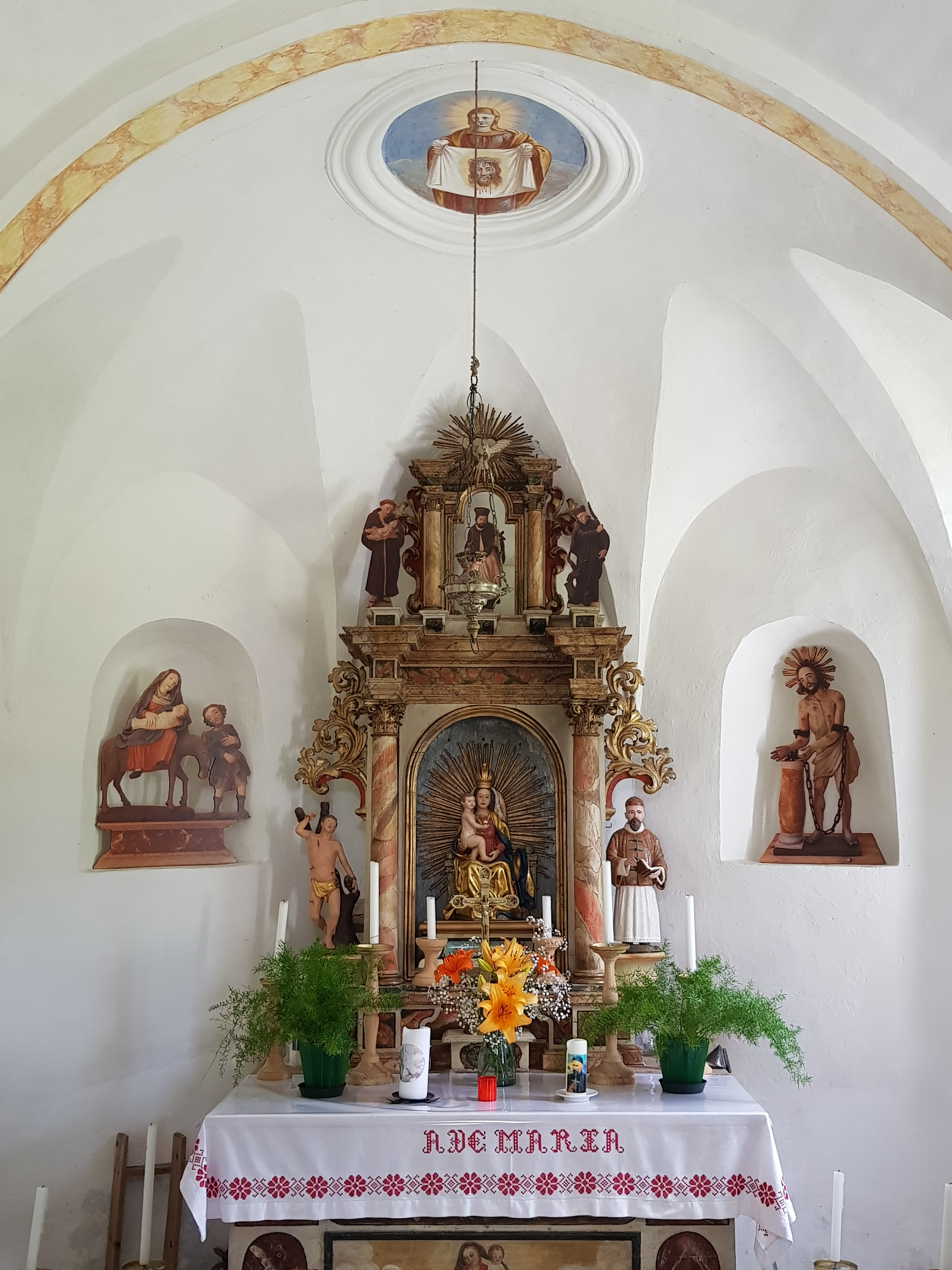
Altar
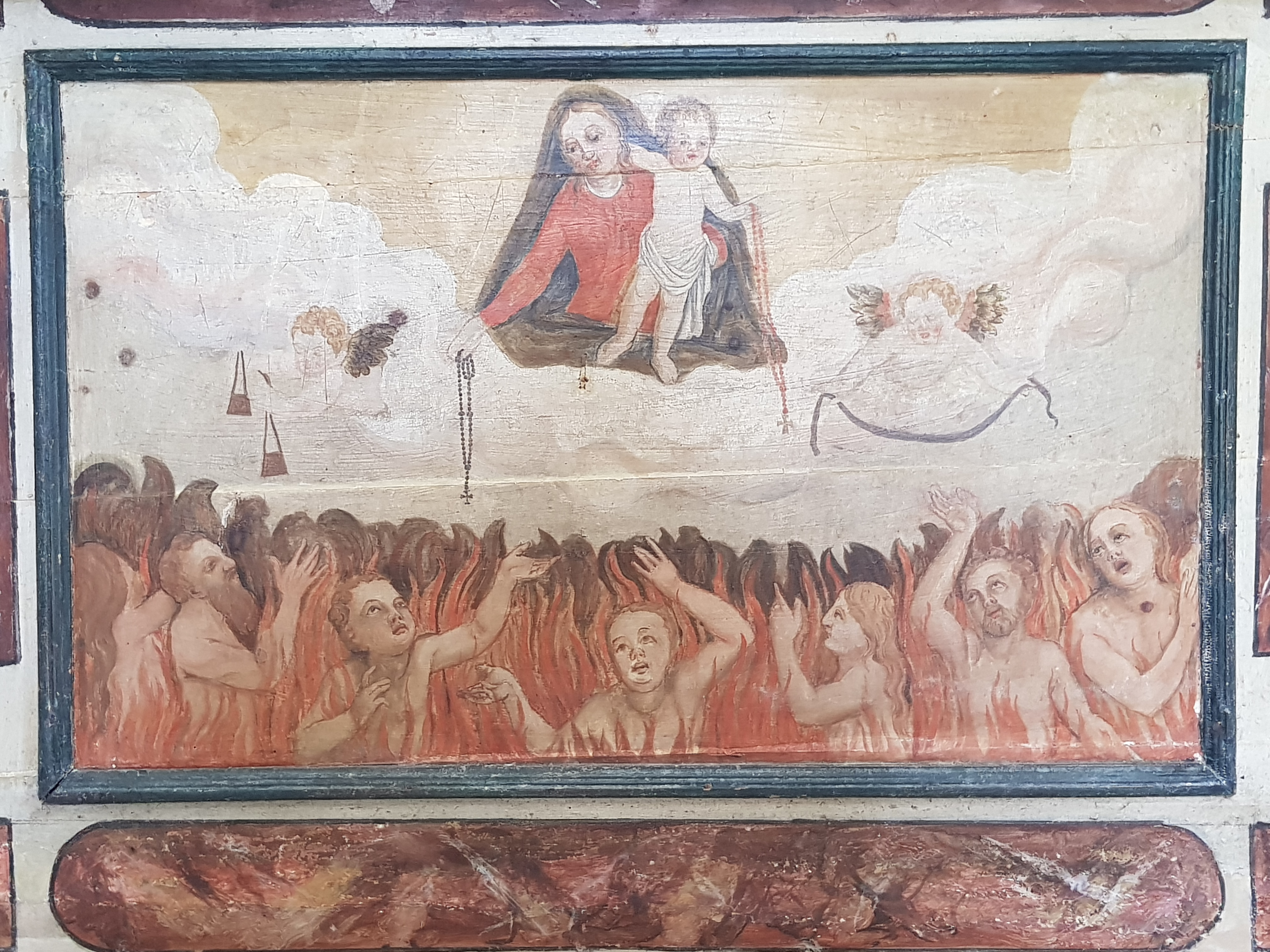
Arme Seelen im Fegefeuer am Altartisch